# 高畠駅

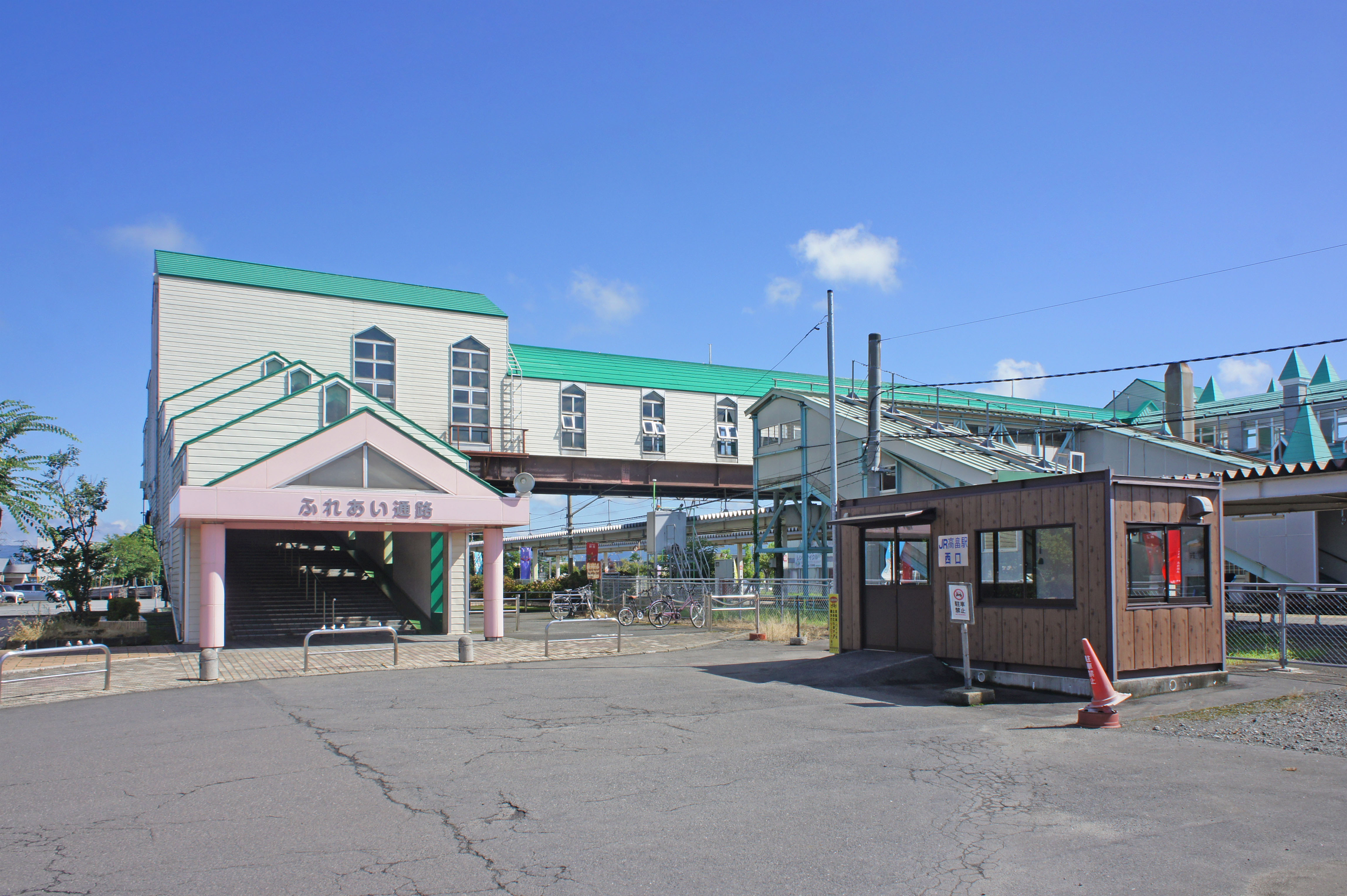
西口（2022年8月）

高畠駅（たかはたえき）は、山形県東置賜郡高畠町大字福沢にある、東日本旅客鉄道（JR東日本）奥羽本線の駅である。
当駅は奥羽本線上を走るミニ新幹線である山形新幹線の停車駅となっている。一方、奥羽本線の在来線としての愛称として「山形線」が設定されている。山形新幹線の列車はおよそ半数（主に山形発着列車）が停車する。

## 歴史
- 1900年（明治33年）4月21日：官設鉄道（のちに日本国有鉄道）奥羽南線米沢 - 山形間開通と共に、糠ノ目駅（ぬかのめえき）として開業[3]。
- 1909年（明治42年）10月12日：線路名称制定に伴い、奥羽本線の駅となる[4]。
- 1922年（大正11年）3月16日：高畠鉄道糠ノ目 - 高畠間（5.2キロメートル）が開業[5]。
- 1943年（昭和18年）10月1日：高畠鉄道の会社合併に伴い、山形交通高畠線および奥羽本線の駅となる。
- 1957年（昭和32年）2月20日：跨線橋が完成し、完工式・渡り初めを挙行[新聞 2]。
- 1974年（昭和49年）11月18日：高畠線が廃止。
- 1980年（昭和55年）9月20日：貨物の取り扱いを廃止[3][6]。
- 1983年（昭和58年）2月10日：荷物の扱いを廃止[7]。無人化[8]。出札業務を高畠町観光協会に簡易委託[6][新聞 3]。
- 1987年（昭和62年）4月1日：国鉄分割民営化により、JR東日本の駅となる[3]。
- 1991年（平成3年）
  - 3月16日：高畠駅に改称[6][1][新聞 1]。
  - 4月15日：東西自由通路の開通式を挙行[新聞 4]。
- 1992年（平成4年）
  - 6月23日：合築駅舎「太陽館」に改築し、そのうち駅機能部分のみ使用を開始[新聞 5]。簡易委託駅から直営駅となる[新聞 5][新聞 6]。
  - 7月1日：山形新幹線の福島 - 山形が開業し、新幹線停車駅となる[新聞 6]。
  - 9月24日：合築駅舎「太陽館」が完成[新聞 7]。
  - 9月25日：駅舎内の温泉施設が開業[新聞 7]。駅舎を東側に移転新築。
- 1994年（平成6年）1月20日：西口の駅舎を解体[新聞 8]。
- 2015年（平成27年）4月1日：直営駅から業務委託駅となる[6]。
- 2020年（令和2年）3月14日：新幹線eチケットサービス開始[報道 1]。
- 2021年（令和3年）3月13日：タッチでGo!新幹線のサービスを開始[注 1][報道 4]。
- 2023年（令和5年）
  - 11月30日：みどりの窓口の営業を終了[9][10]。
  - 12月1日：指定席券売機を導入[10]。
- 2024年（令和6年）10月1日：えきねっとQチケのサービスを開始[2][報道 5]。

## 駅構造
相対式ホーム2面2線を有する地上駅である。2番線が本線となっているため、通過列車は2番線を走行していく。
現在の2代目駅舎は東側に置かれている。当駅の所在地の高畠町は、「日本のアンデルセン」と呼ばれた浜田広介の出身地であり、当駅は童話をイメージしたメルヘン調の建物となっている。
JR東日本東北総合サービスが受託する業務委託駅（米沢駅管理）である。自動券売機、指定席券売機、新幹線eチケットサービス、タッチでGo!新幹線、えきねっとQチケ用簡易改札機が設置されている。なお、えきねっとQチケを利用する場合は、山形新幹線では改札機にQRコードをかざす一方、山形線（奥羽本線）では改札窓口にいる係員へQRコードを提示する必要がある。
駅構内に温泉（高畠町太陽館）がある。

### のりば
| 番線 | 路線                | 方向 | 行先           |
| ---- | ------------------- | ---- | -------------- |
| 1    | ■山形新幹線 ■山形線 | 下り | 山形・新庄方面 |
| 1    | ■山形新幹線 ■山形線 | 上り | 福島・東京方面 |
| 2    | ■山形新幹線 ■山形線 | 下り | 山形・新庄方面 |
| 2    | ■山形線             | 上り | 福島方面       |

- 2番線は停車列車同士の行き違いの際に使用する。

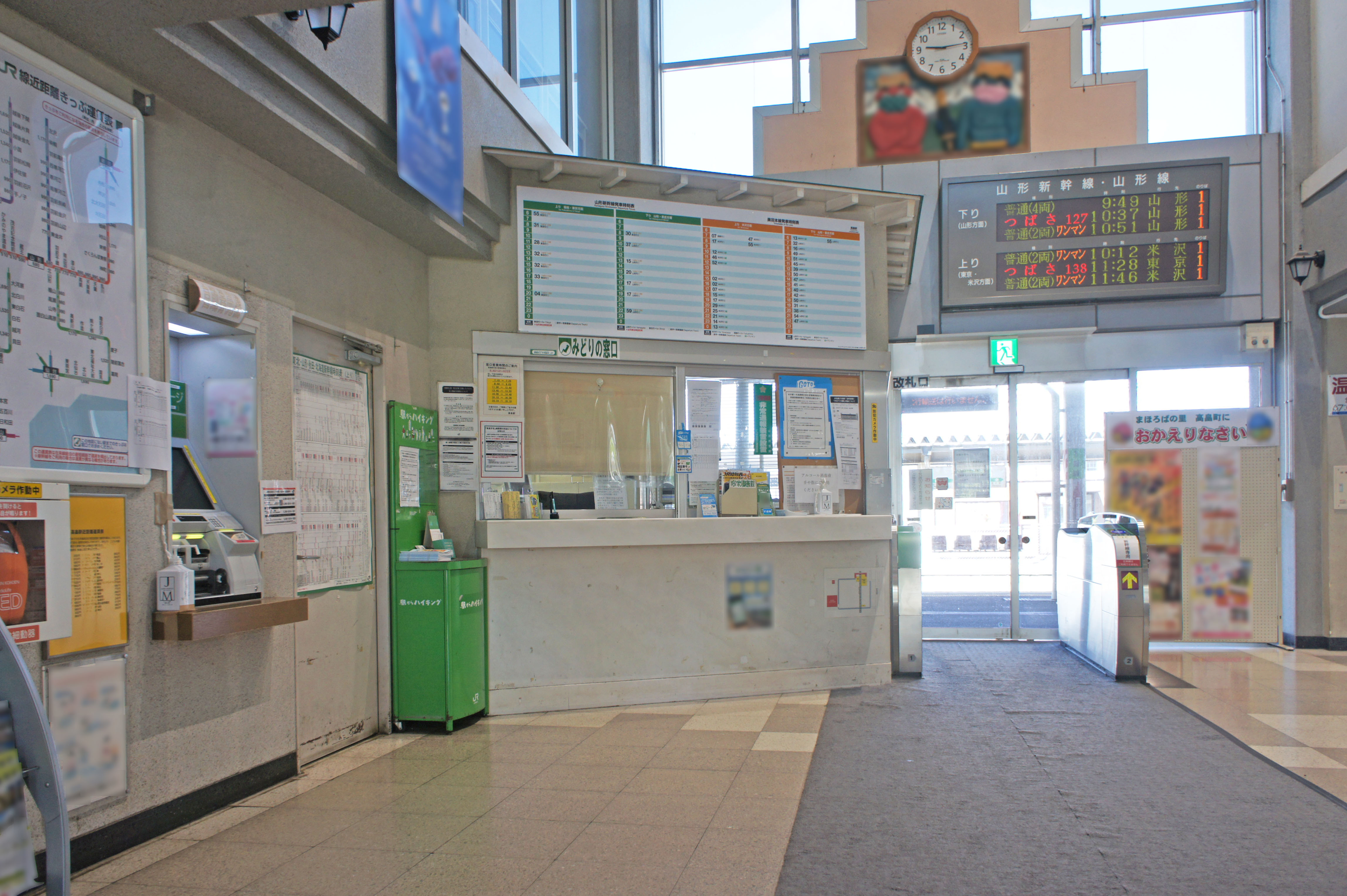
改札口と券売機（2022年8月）
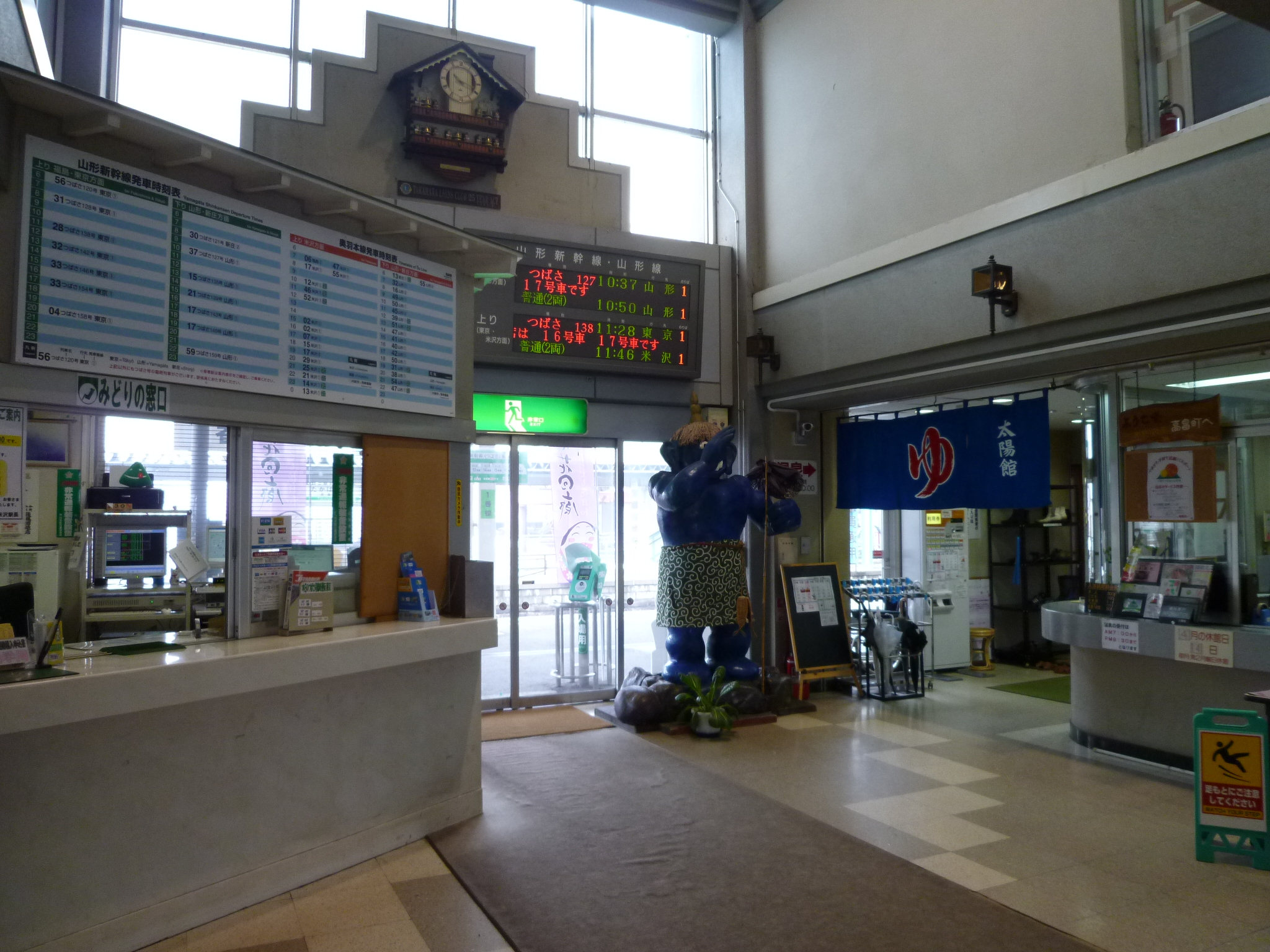
駅構内。温泉施設へ直結している（2014年3月）
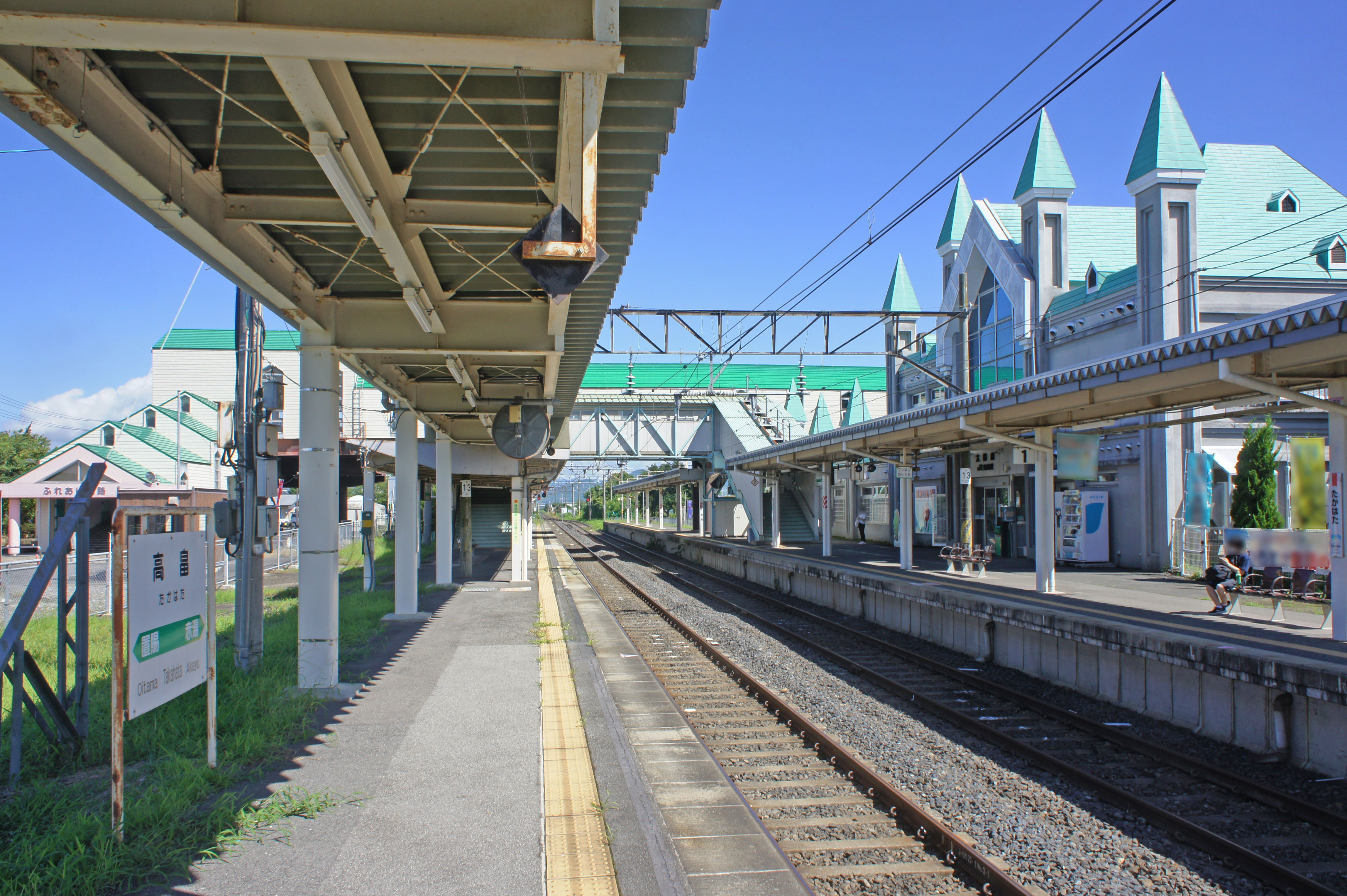
ホーム（2022年8月）
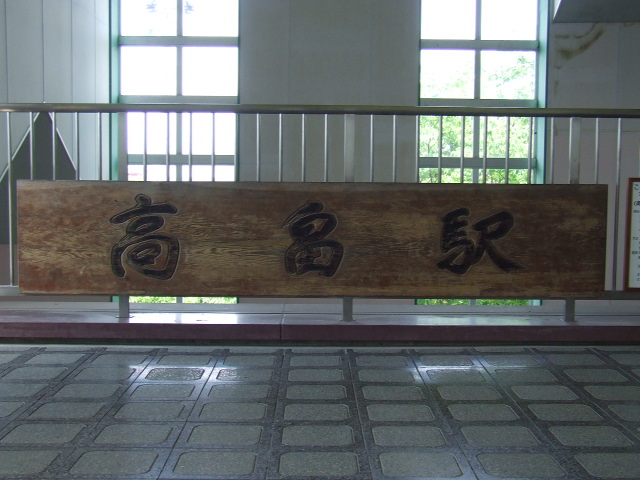
1991年 - 1992年まで使用されていた駅名標（2007年6月）
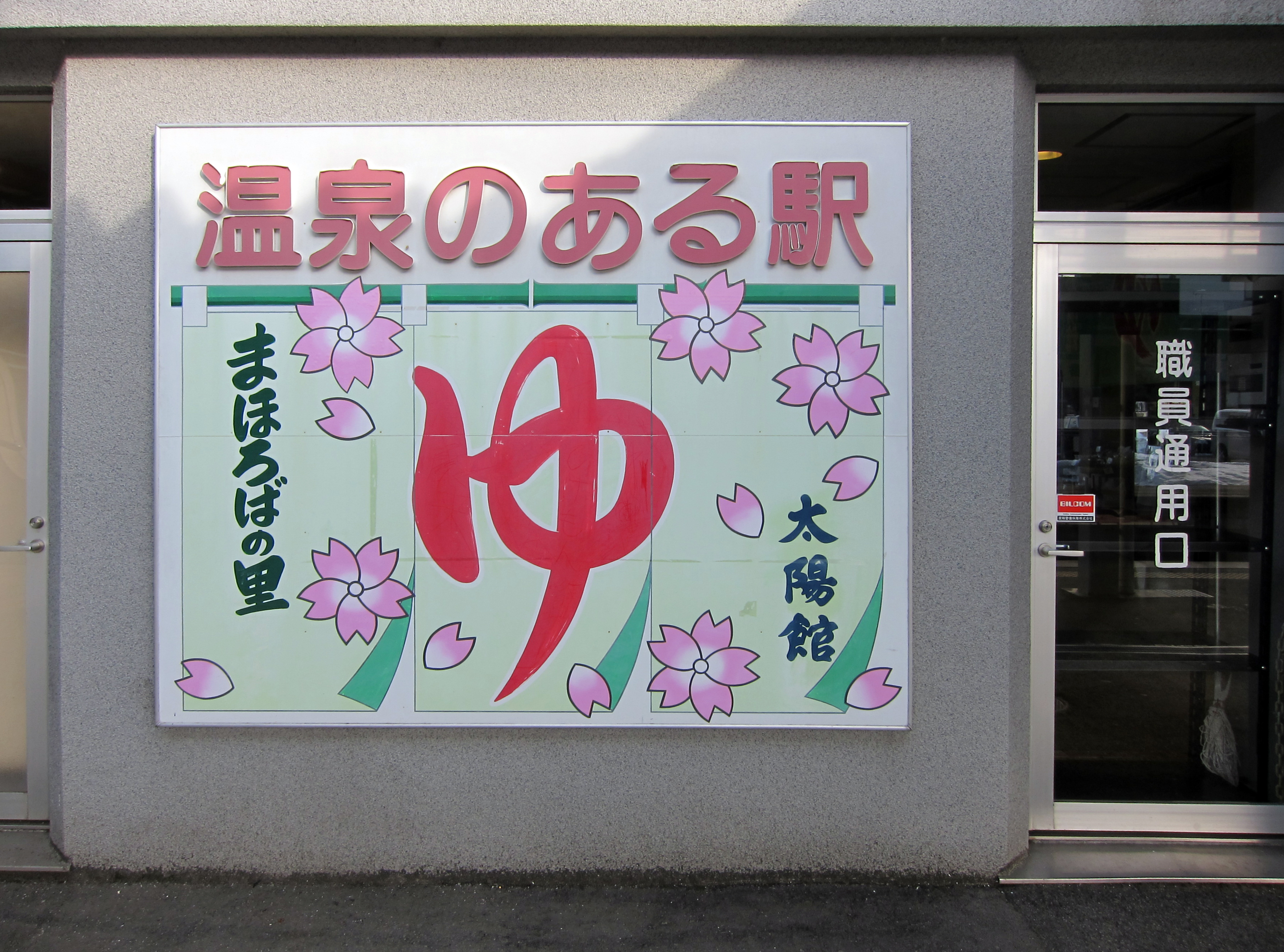
太陽館

## 利用状況
JR東日本によると、2023年度（令和5年度）の1日平均乗車人員は649人である。
2000年度（平成12年度）以降の推移は以下のとおりである。
| 1日平均乗車人員推移 | 1日平均乗車人員推移 | 1日平均乗車人員推移 | 1日平均乗車人員推移 | 1日平均乗車人員推移 |
| 年度                | 定期外              | 定期                | 合計                | 出典                |
| ------------------- | ------------------- | ------------------- | ------------------- | ------------------- |
| 2000年（平成12年）  |                     |                     | 793                 | [ 利用客数 2 ]      |
| 2001年（平成13年）  |                     |                     | 767                 | [ 利用客数 3 ]      |
| 2002年（平成14年）  |                     |                     | 723                 | [ 利用客数 4 ]      |
| 2003年（平成15年）  |                     |                     | 693                 | [ 利用客数 5 ]      |
| 2004年（平成16年）  |                     |                     | 731                 | [ 利用客数 6 ]      |
| 2005年（平成17年）  |                     |                     | 839                 | [ 利用客数 7 ]      |
| 2006年（平成18年）  |                     |                     | 880                 | [ 利用客数 8 ]      |
| 2007年（平成19年）  |                     |                     | 860                 | [ 利用客数 9 ]      |
| 2008年（平成20年）  |                     |                     | 835                 | [ 利用客数 10 ]     |
| 2009年（平成21年）  |                     |                     | 816                 | [ 利用客数 11 ]     |
| 2010年（平成22年）  |                     |                     | 838                 | [ 利用客数 12 ]     |
| 2011年（平成23年）  |                     |                     | 857                 | [ 利用客数 13 ]     |
| 2012年（平成24年）  | 202                 | 684                 | 887                 | [ 利用客数 14 ]     |
| 2013年（平成25年）  | 207                 | 724                 | 931                 | [ 利用客数 15 ]     |
| 2014年（平成26年）  | 217                 | 664                 | 881                 | [ 利用客数 16 ]     |
| 2015年（平成27年）  | 218                 | 676                 | 894                 | [ 利用客数 17 ]     |
| 2016年（平成28年）  | 215                 | 665                 | 881                 | [ 利用客数 18 ]     |
| 2017年（平成29年）  | 217                 | 648                 | 865                 | [ 利用客数 19 ]     |
| 2018年（平成30年）  | 214                 | 630                 | 844                 | [ 利用客数 20 ]     |
| 2019年（令和元年）  | 200                 | 561                 | 761                 | [ 利用客数 21 ]     |
| 2020年（令和02年）  | 88                  | 466                 | 555                 | [ 利用客数 22 ]     |
| 2021年（令和03年）  | 103                 | 475                 | 579                 | [ 利用客数 23 ]     |
| 2022年（令和04年）  | 142                 | 488                 | 630                 | [ 利用客数 24 ]     |
| 2023年（令和05年）  | 169                 | 480                 | 649                 | [ 利用客数 1 ]      |

## 駅周辺
市街地からは車またはタクシーで約10分の距離にある。
- 山形県立高畠高等学校
- 高畠町立糠野目小学校
- 東北中央自動車道（米沢南陽道路）
- 国道13号
- ホテルフォルクローロ高畠
  - 駅レンタカー高畠駅営業所[12]
- 米沢信用金庫高畠糠野目支店
- 山形第一信用組合糠野目支店
- 糠野目郵便局
- 高畠ワイナリー
- まほろば・童話の里 浜田広介記念館
- 耕福寺
- ツルハドラッグ高畠駅前店

## 隣の駅
東日本旅客鉄道（JR東日本）
■山形新幹線
米沢駅 - 高畠駅 - 赤湯駅
■奥羽本線（山形線）
置賜駅 - 高畠駅 - 赤湯駅

### かつて存在した路線
山形交通
高畠線
糠ノ目駅 - 一本柳駅

### 記事本文